# Andreï Chichkine
Pour les articles homonymes, voir Chichkine.
Andreï Alekseïevitch Chichkine (en russe : Андрей Алексеевич Шишкин), né en 1960 à Moscou, est un peintre russe.

## Biographie
Andreï Alekseïevitch Chichkine naît en 1960 à Moscou, où il grandit. Il se fait connaître par ses peintures représentant des divinités païennes, principalement slaves, dans un style réaliste,,,. Il travaille maintenant dans un studio privé.

## Galerie

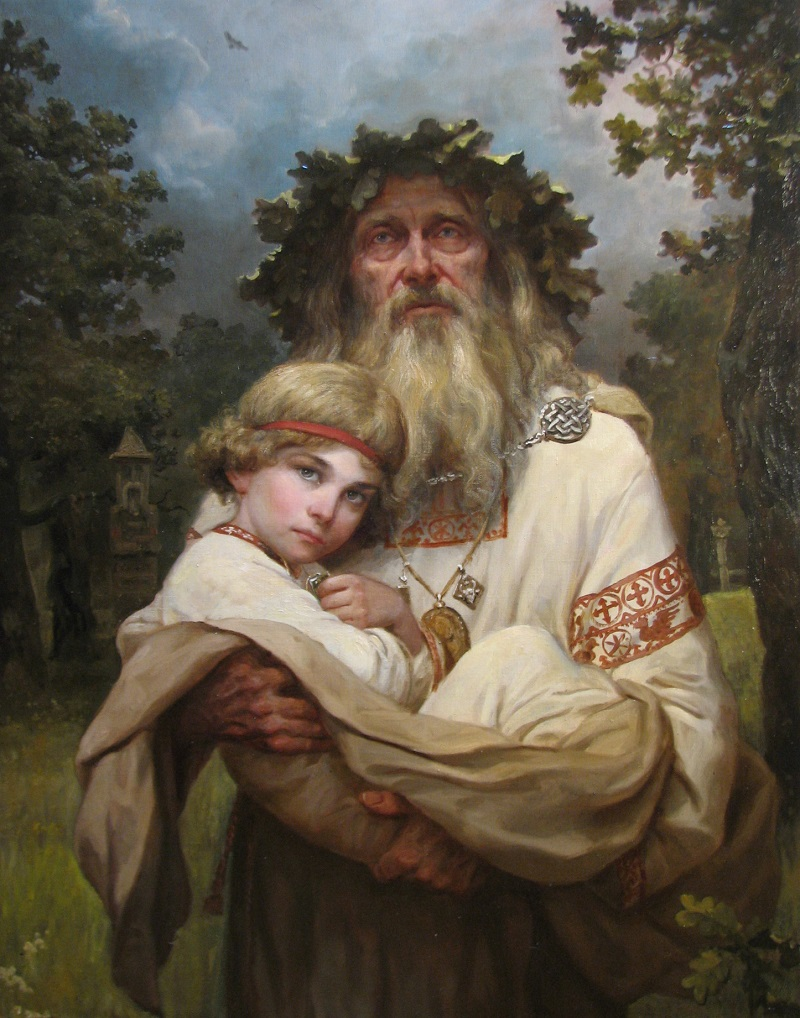
Le Confèrement du nom, 2012.
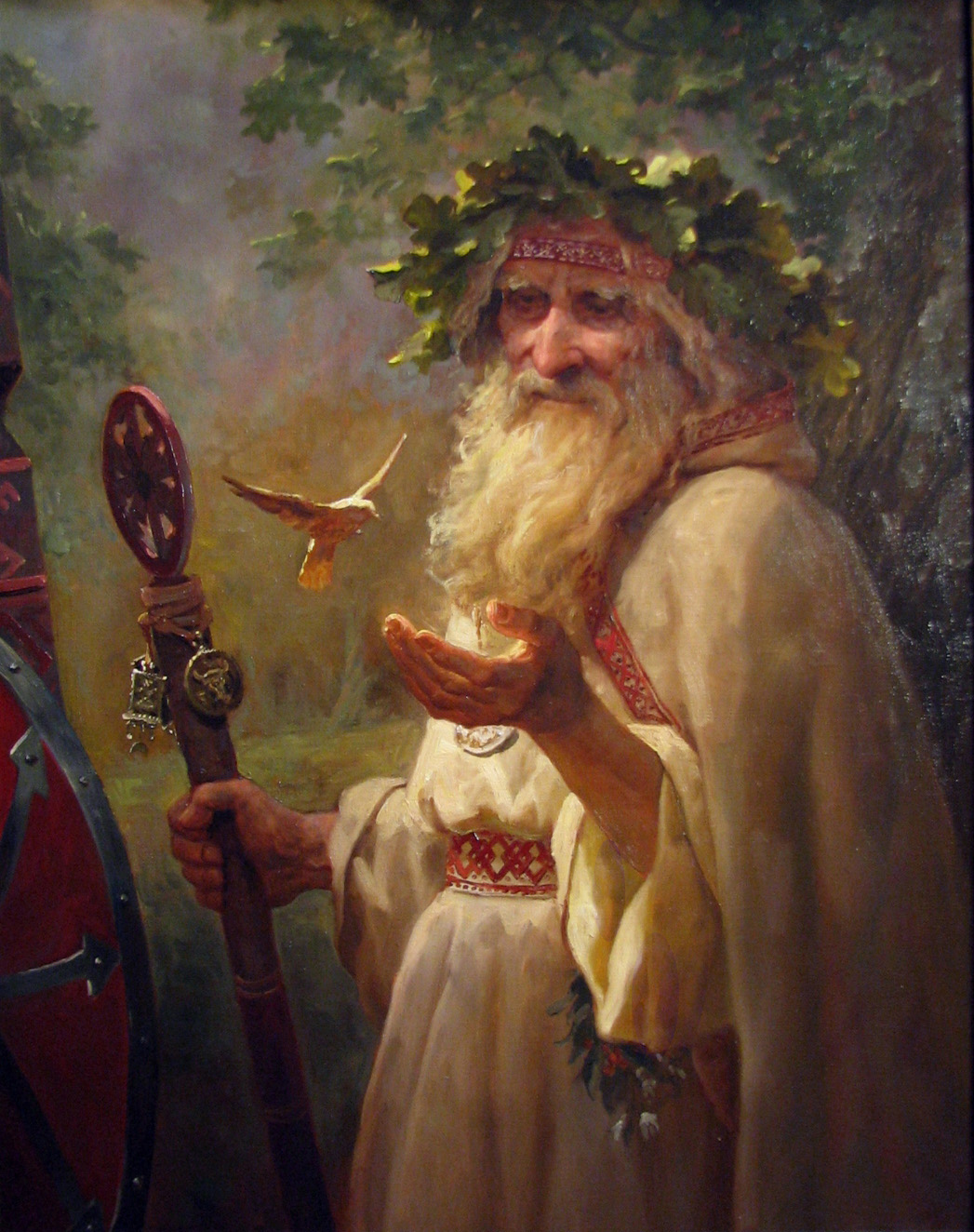
Volkhve, 2012.
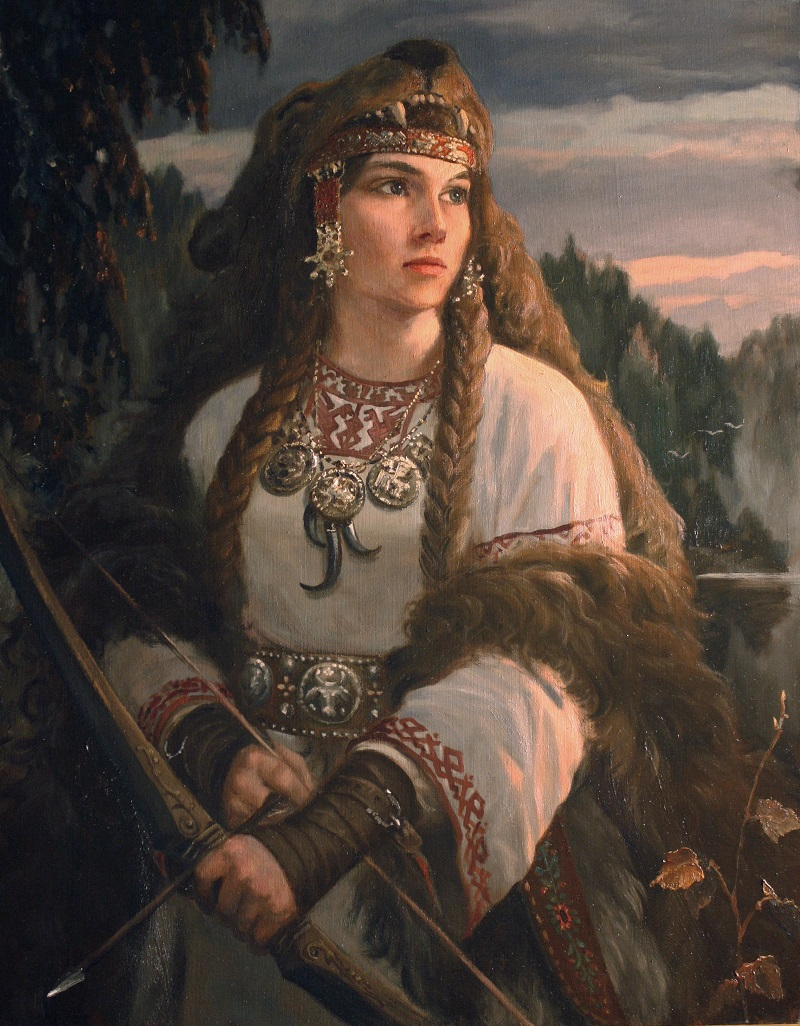
Devana, 2013.
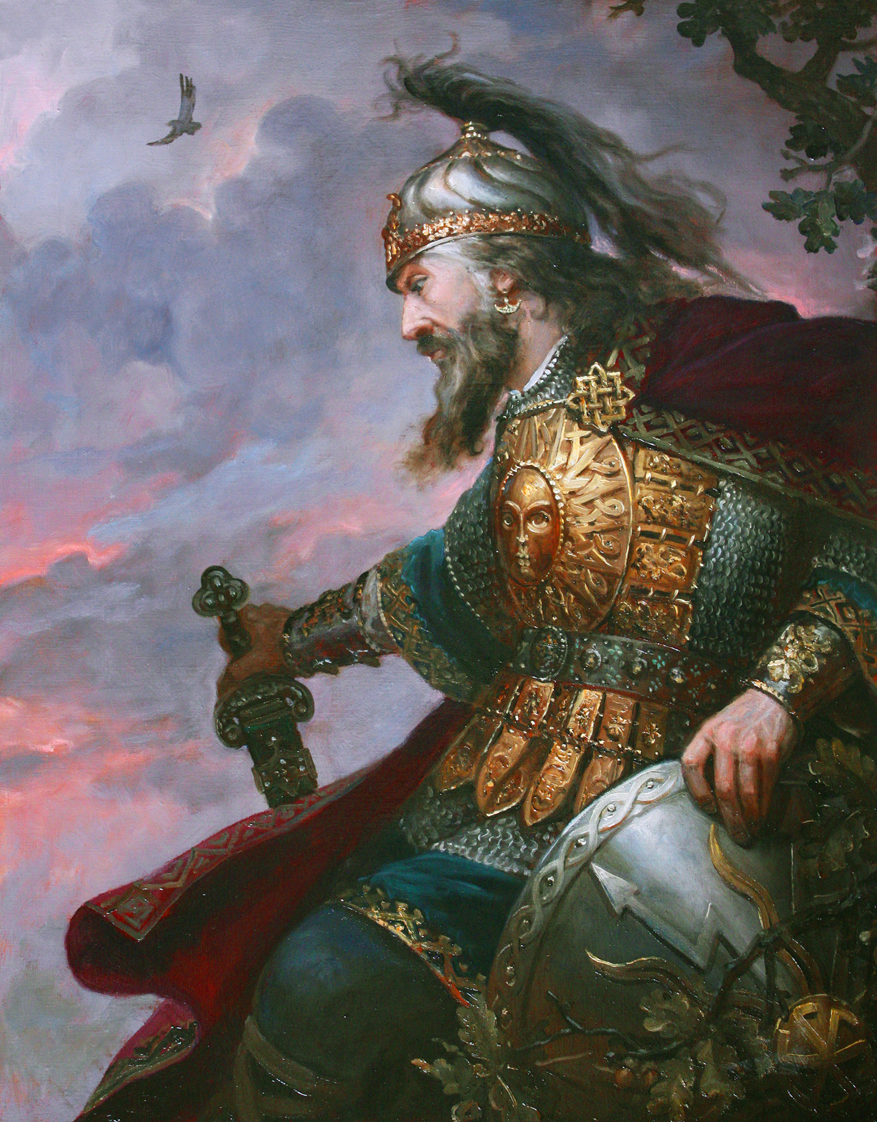
Péroun le Tonnant, 2013.
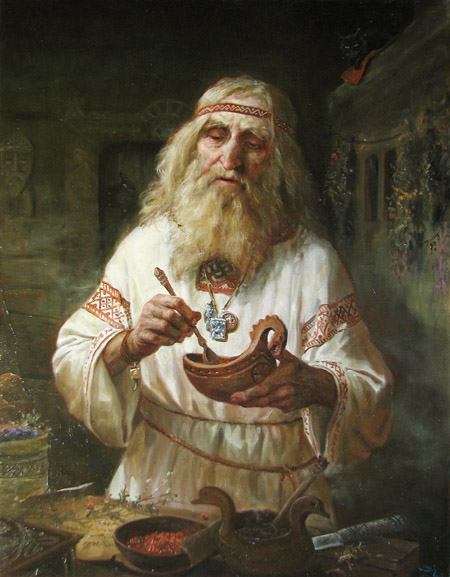
L'Herboriste, 2013.
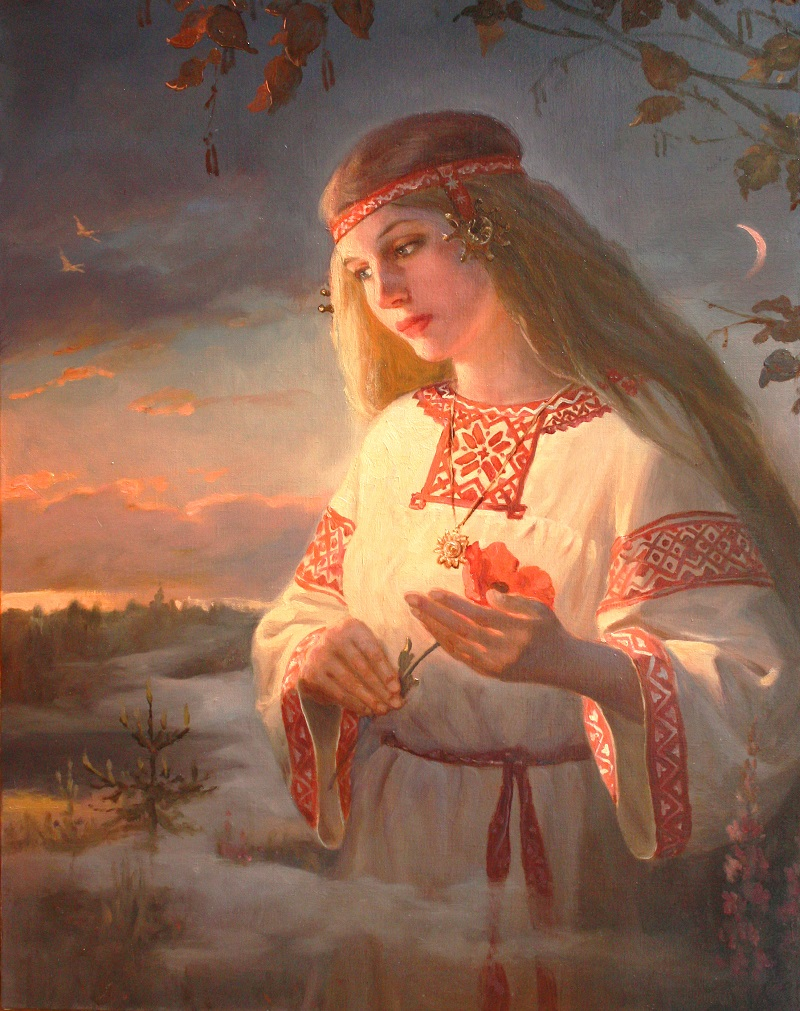
Zarya-Zarenitsa, 2013.
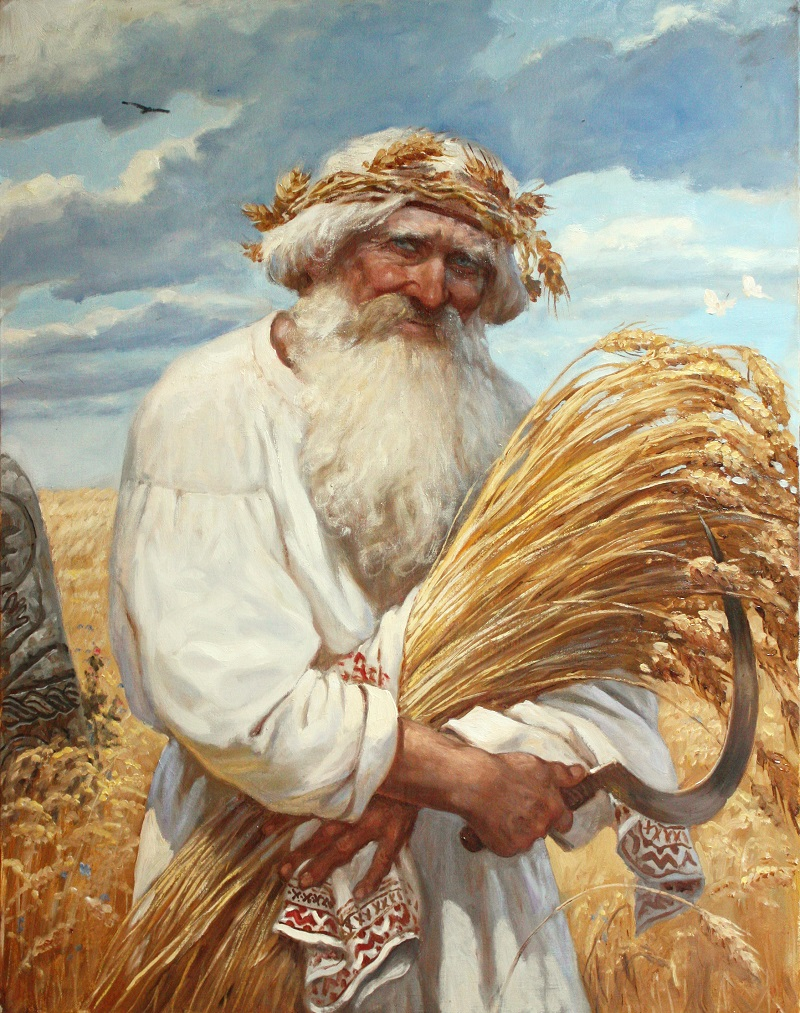
Béloun, 2014.
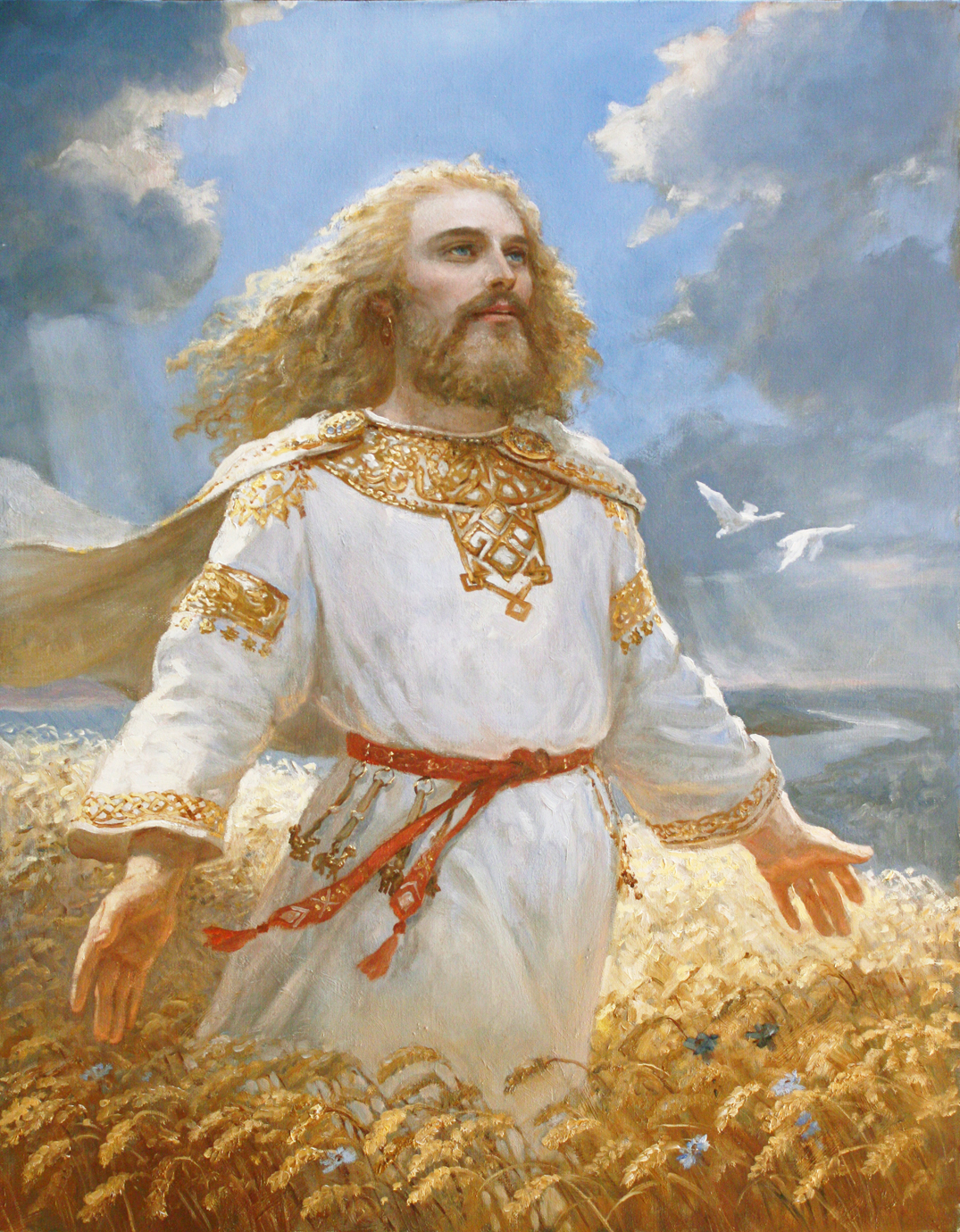
Dajbog, 2014.
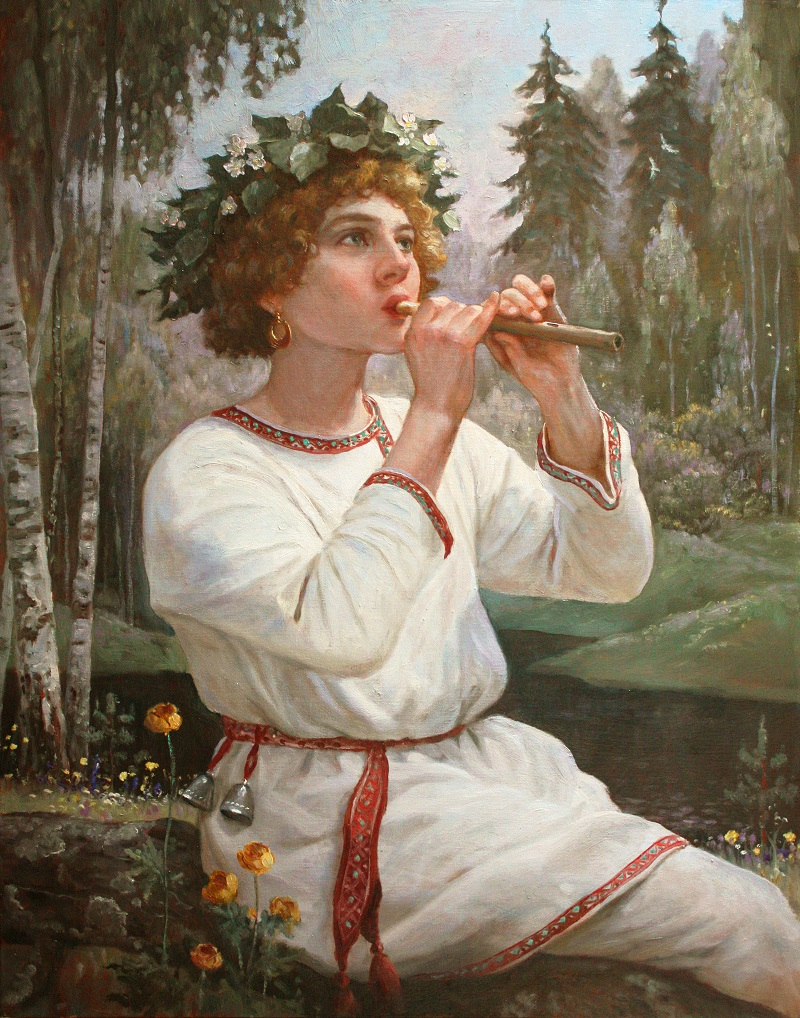
Lel (en), 2014.
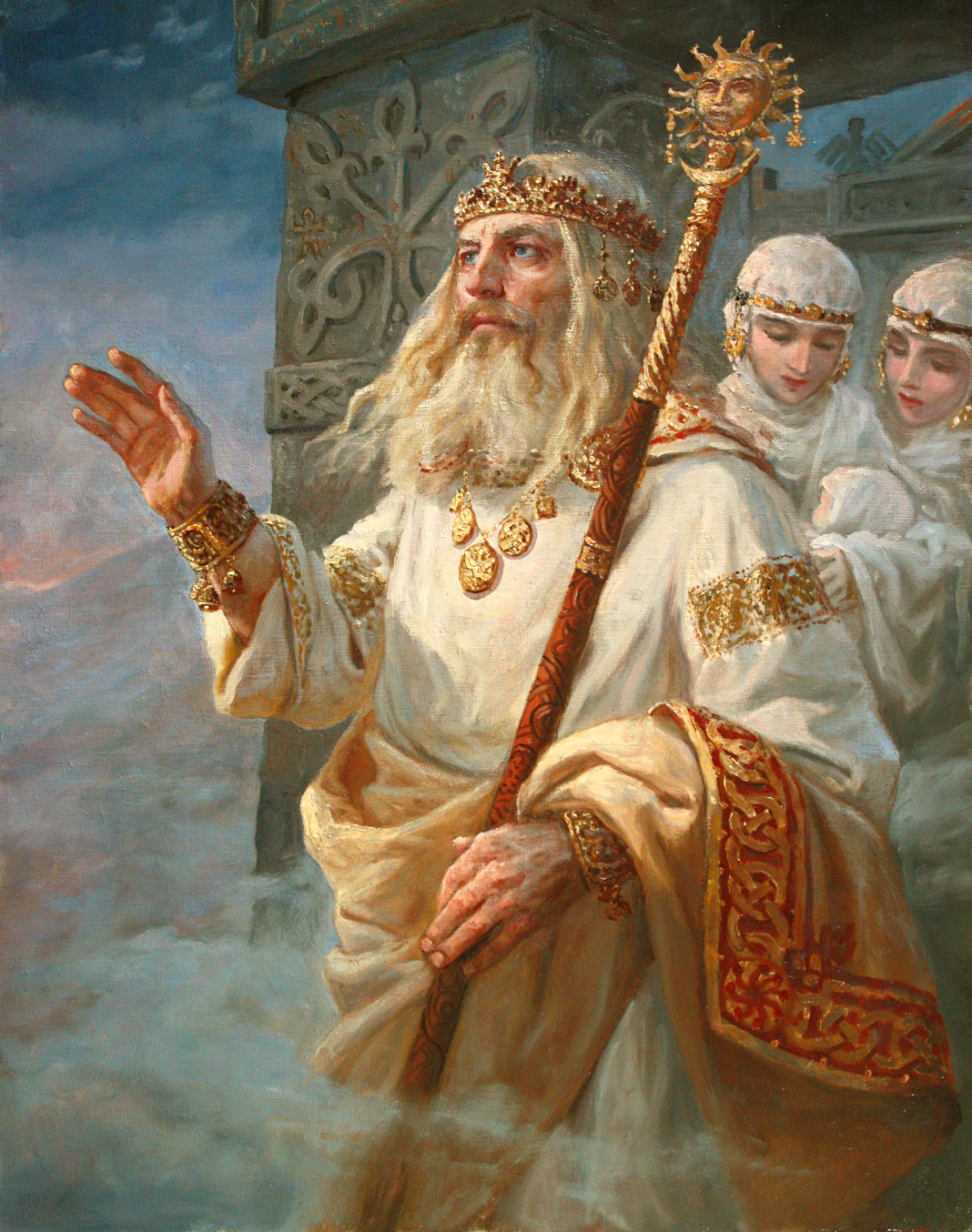
Rod et les Rojanitsy (en), 2014.
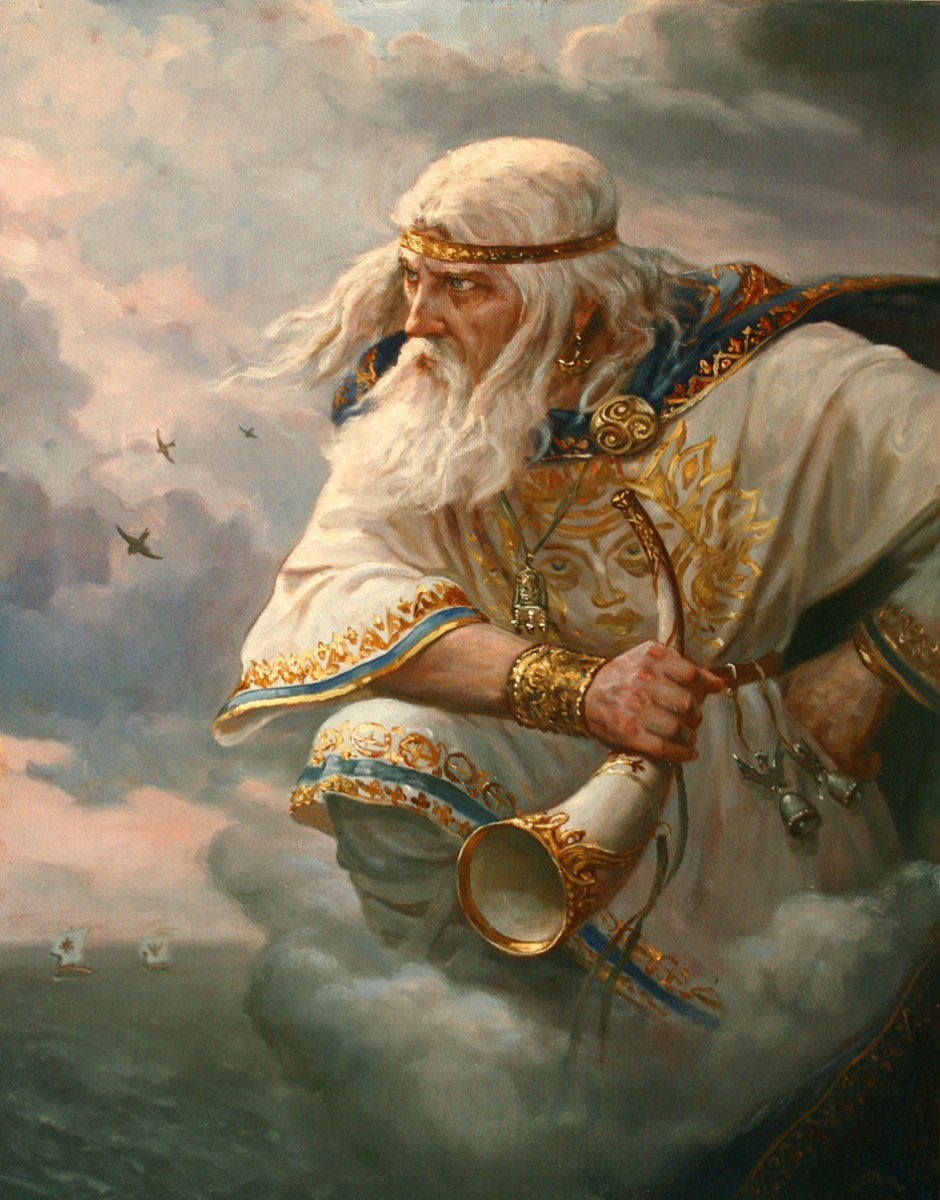
Stribog, maître des vents, 2014.
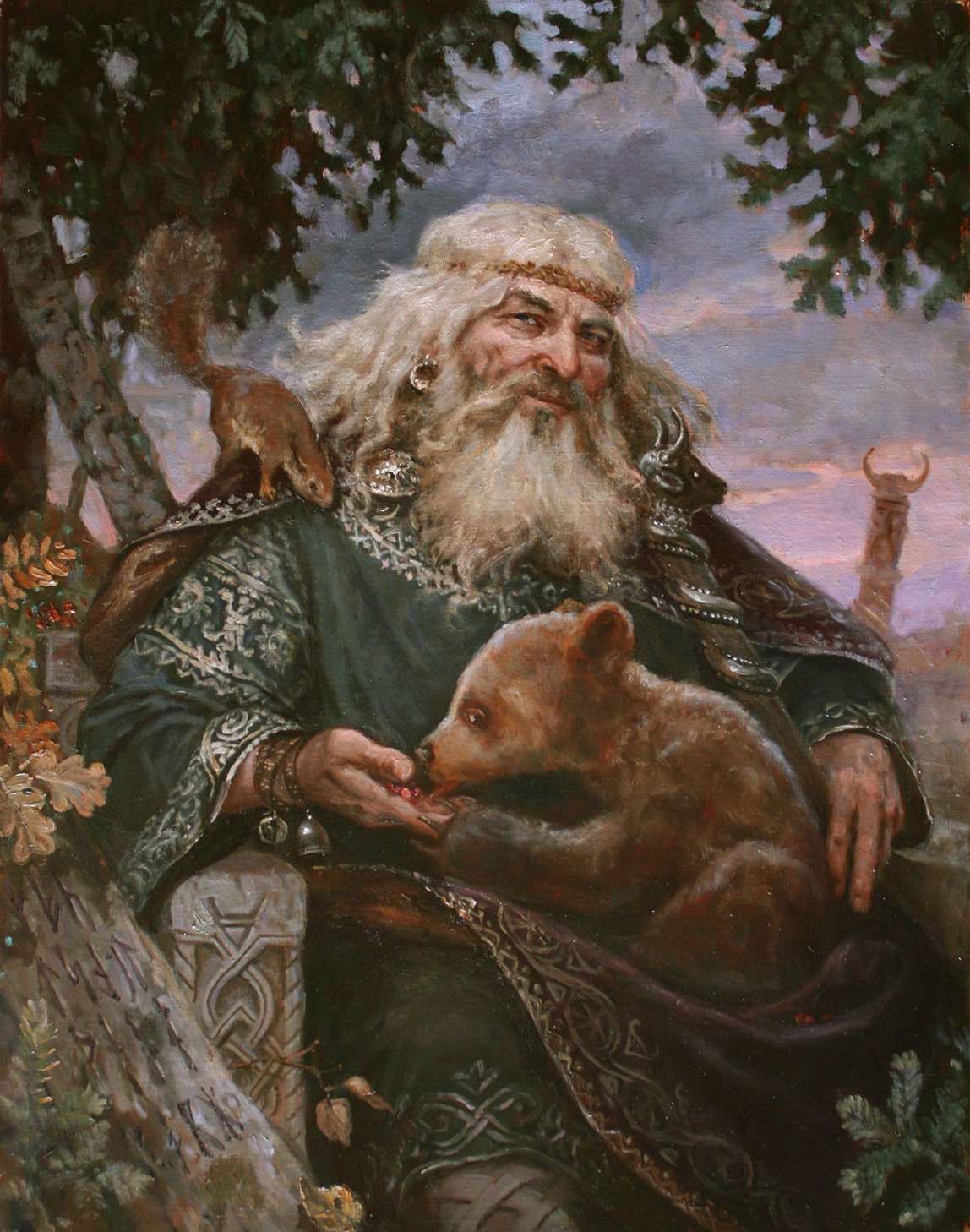
Vélès, 2014.
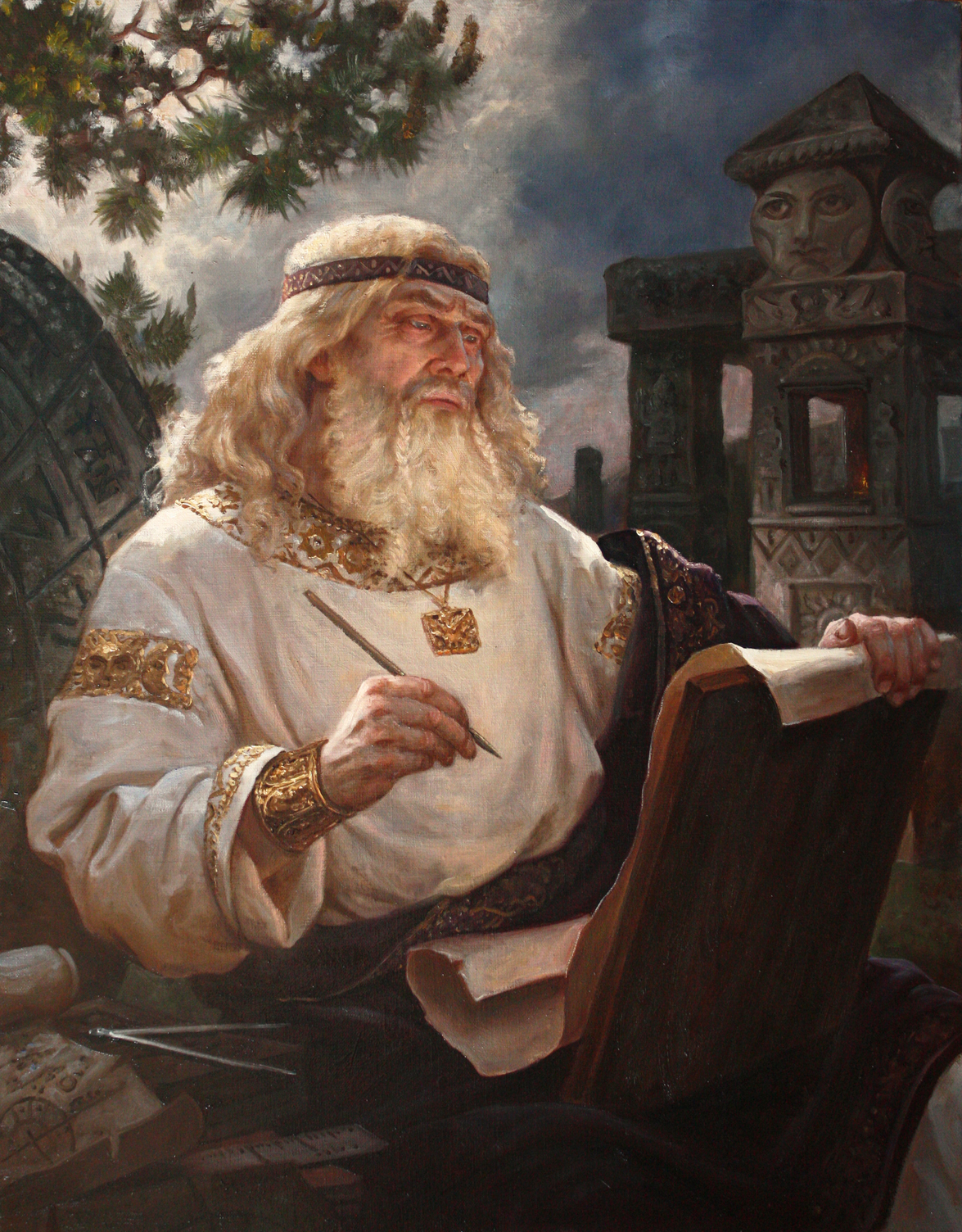
Tchislobog (en), 2015.
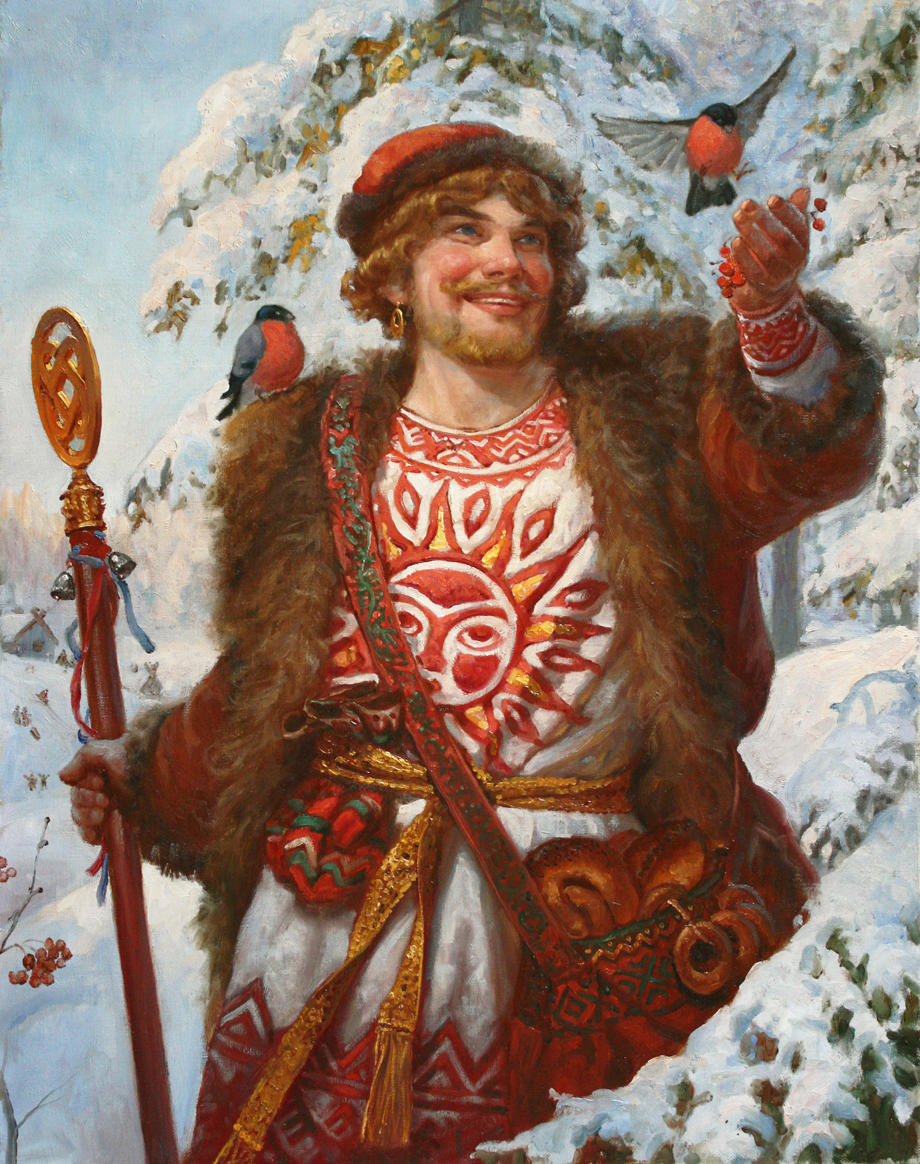
Koliada (en), 2015.
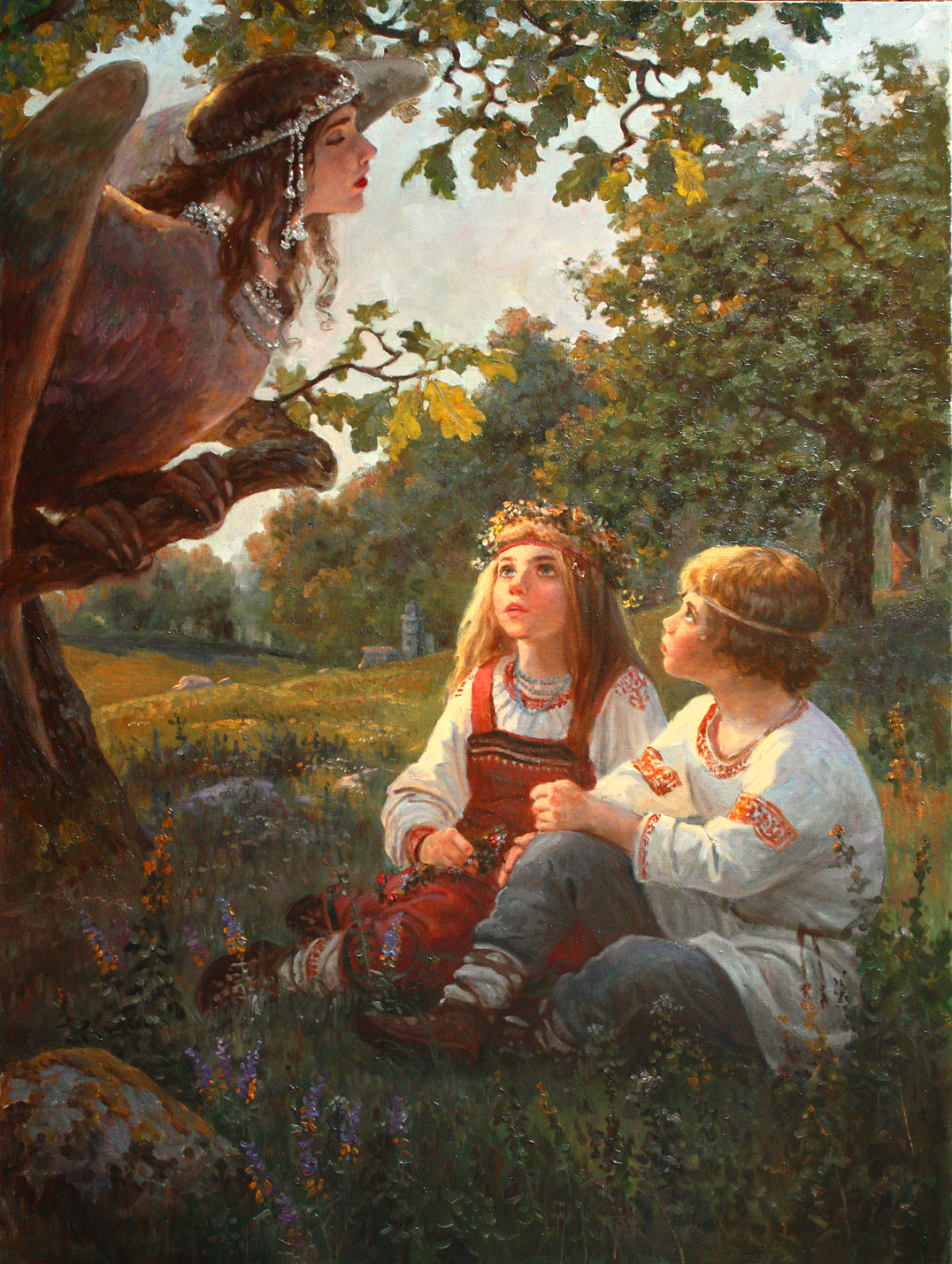
Kupala et Kostroma, 2015.
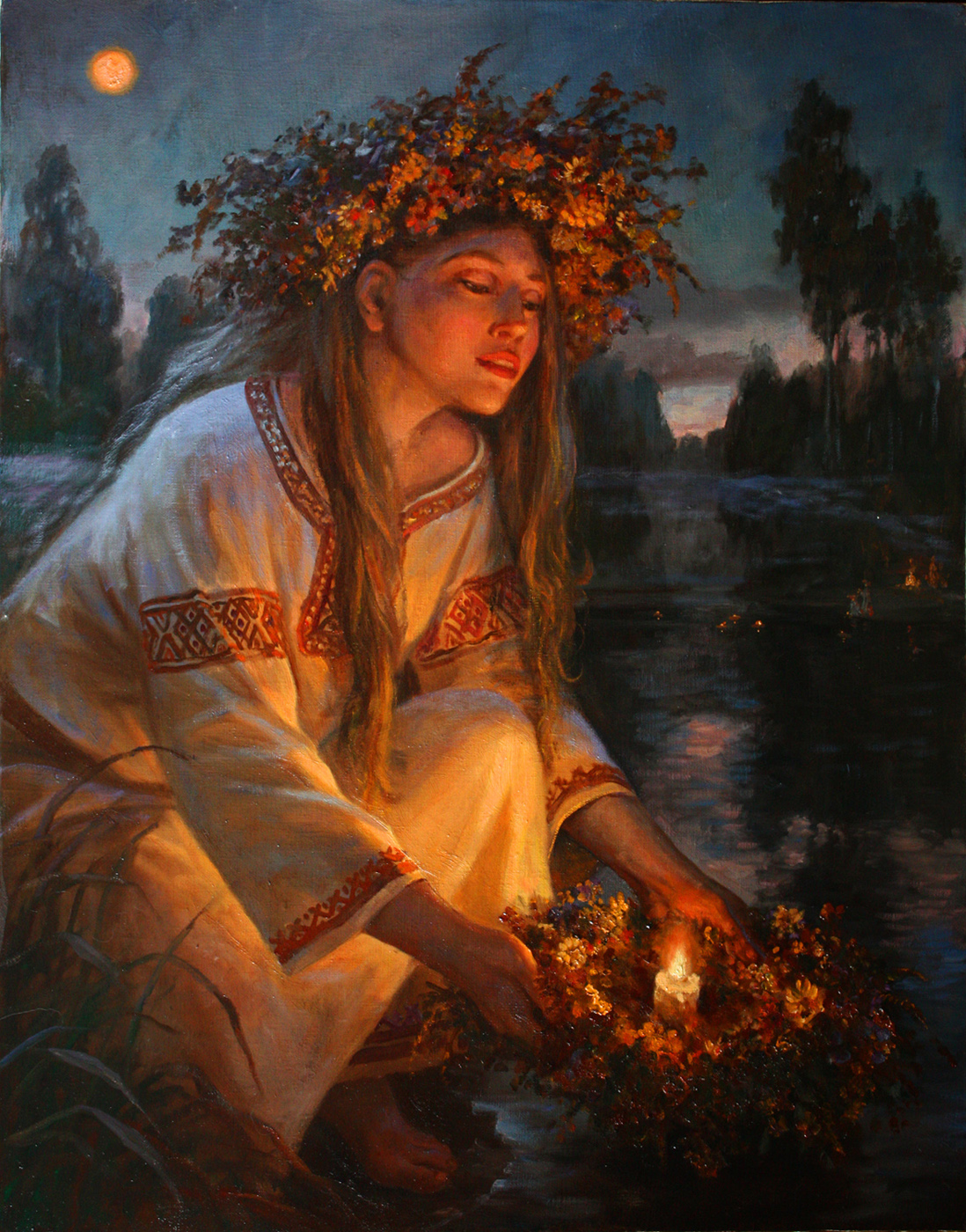
Pour la Kupala, 2015.
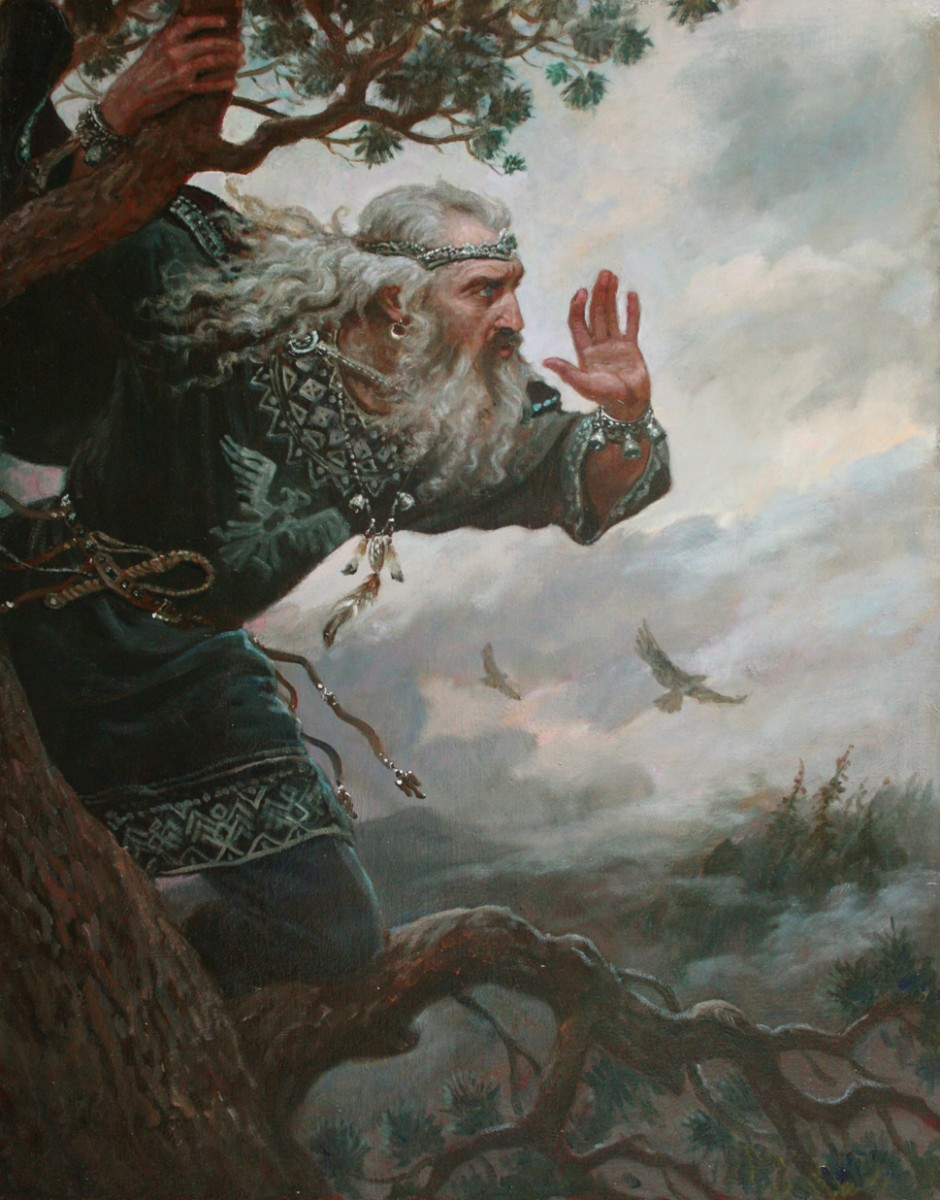
Pozvizd, 2015.
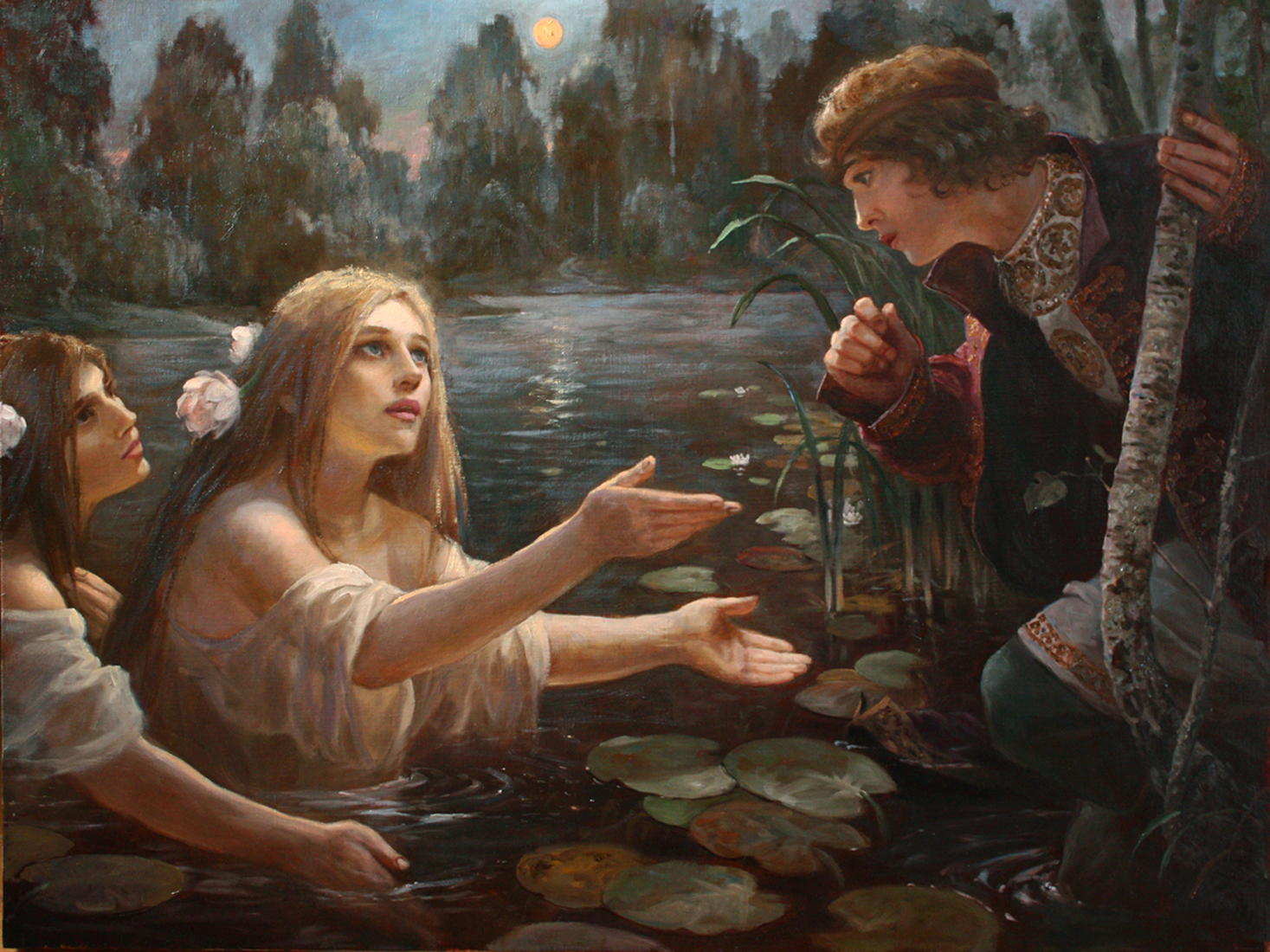
Roussalkas, 2015.
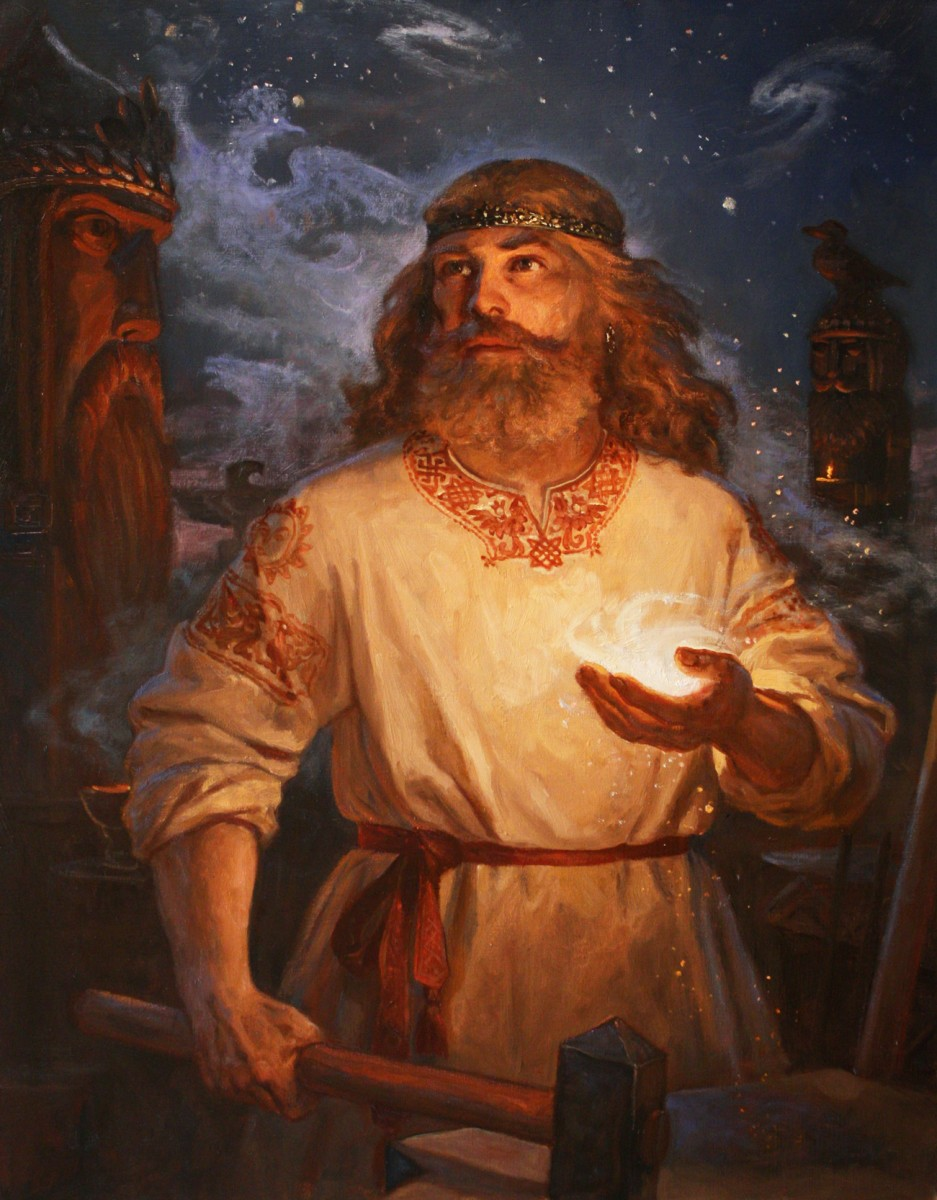
Svarog, 2015.
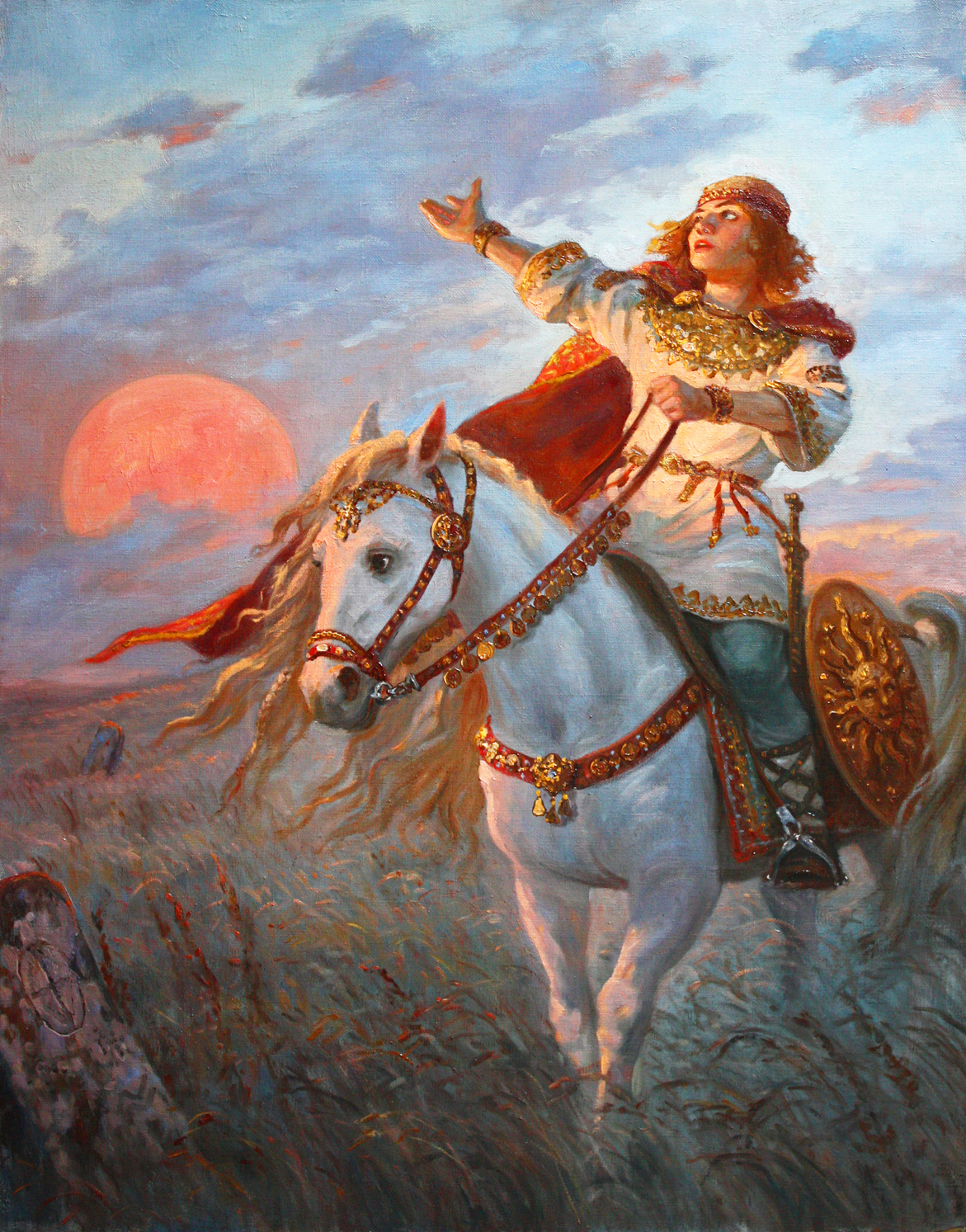
Khors, 2015.
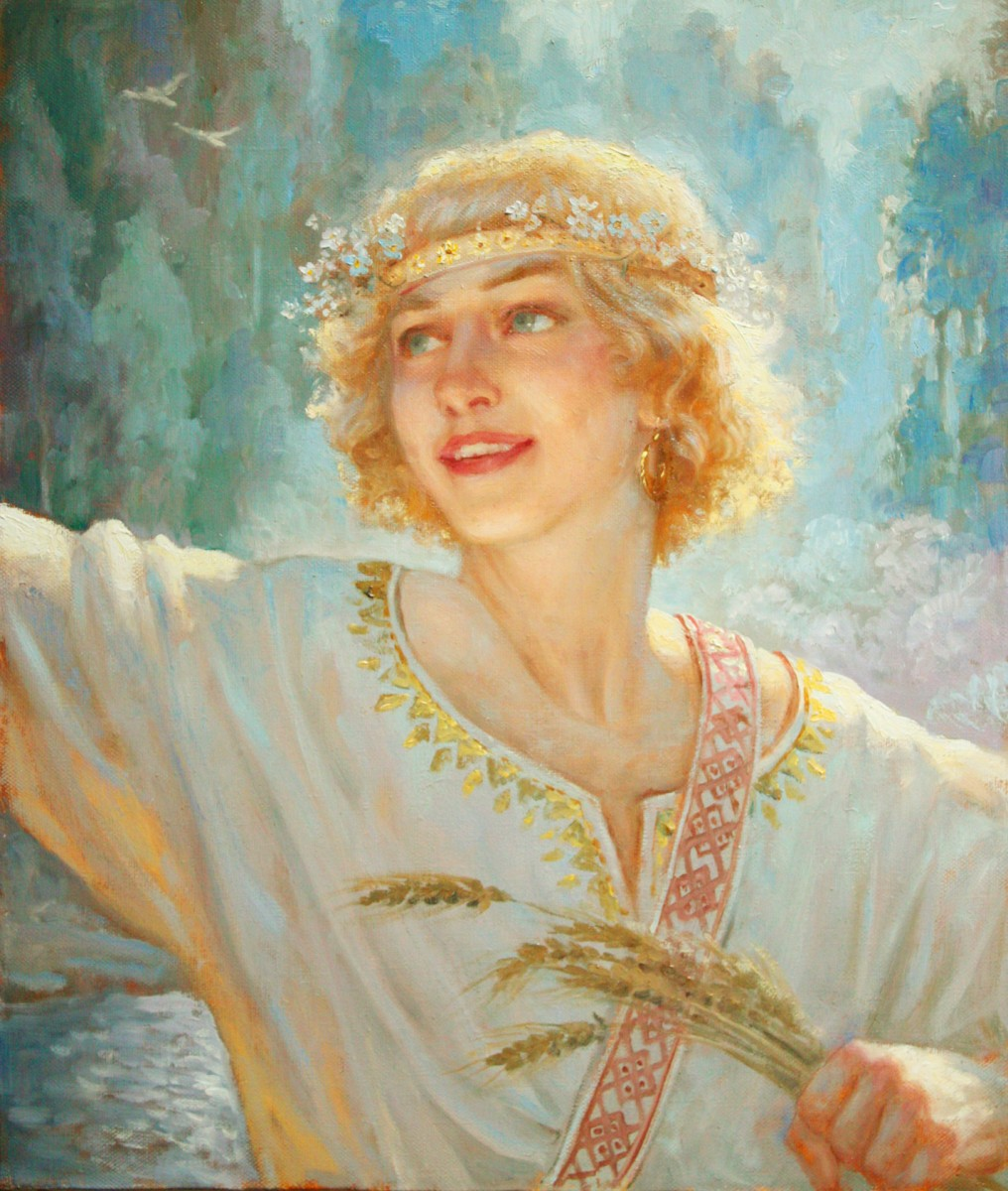
Yarilo, 2016.
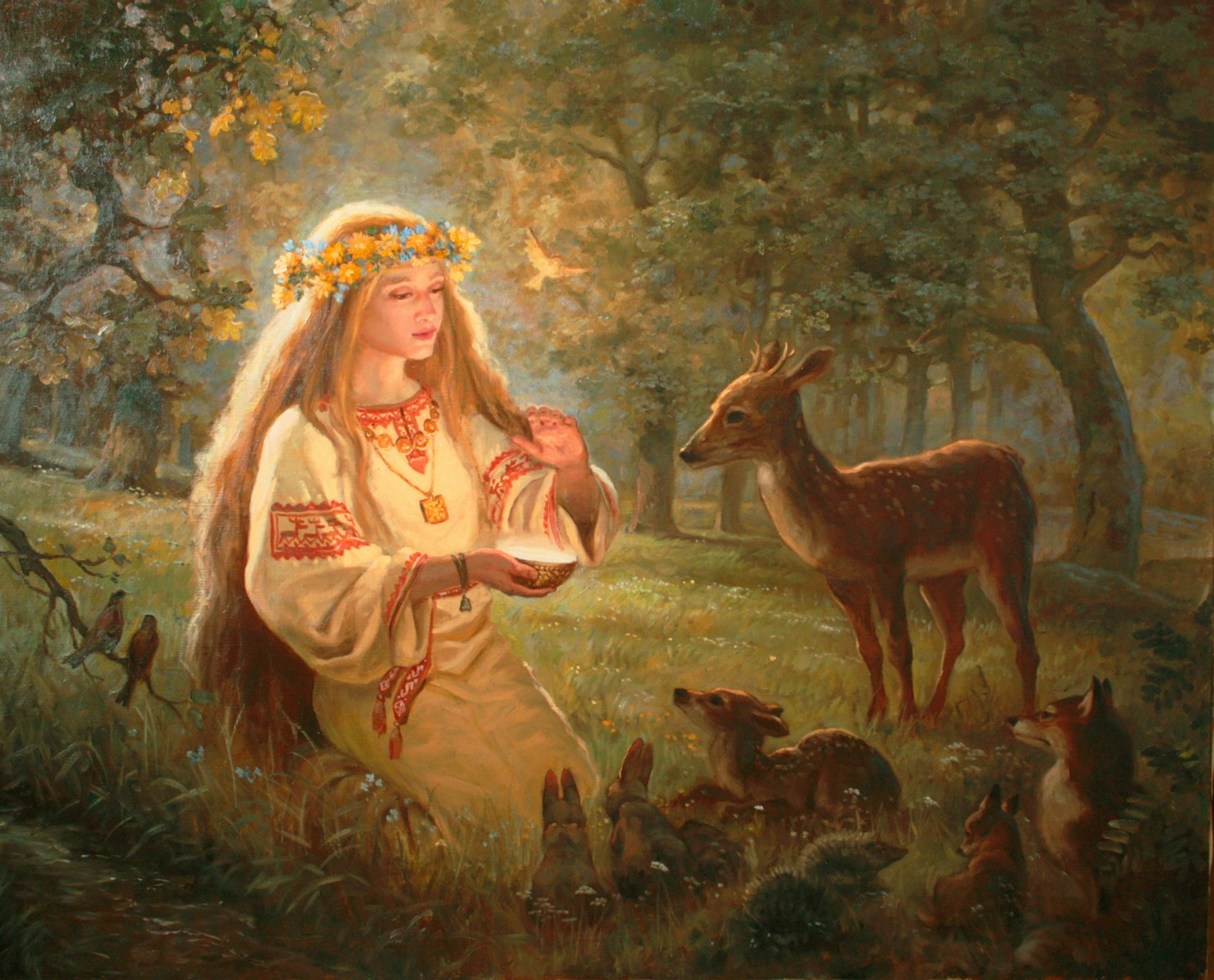
Jiva, 2016.
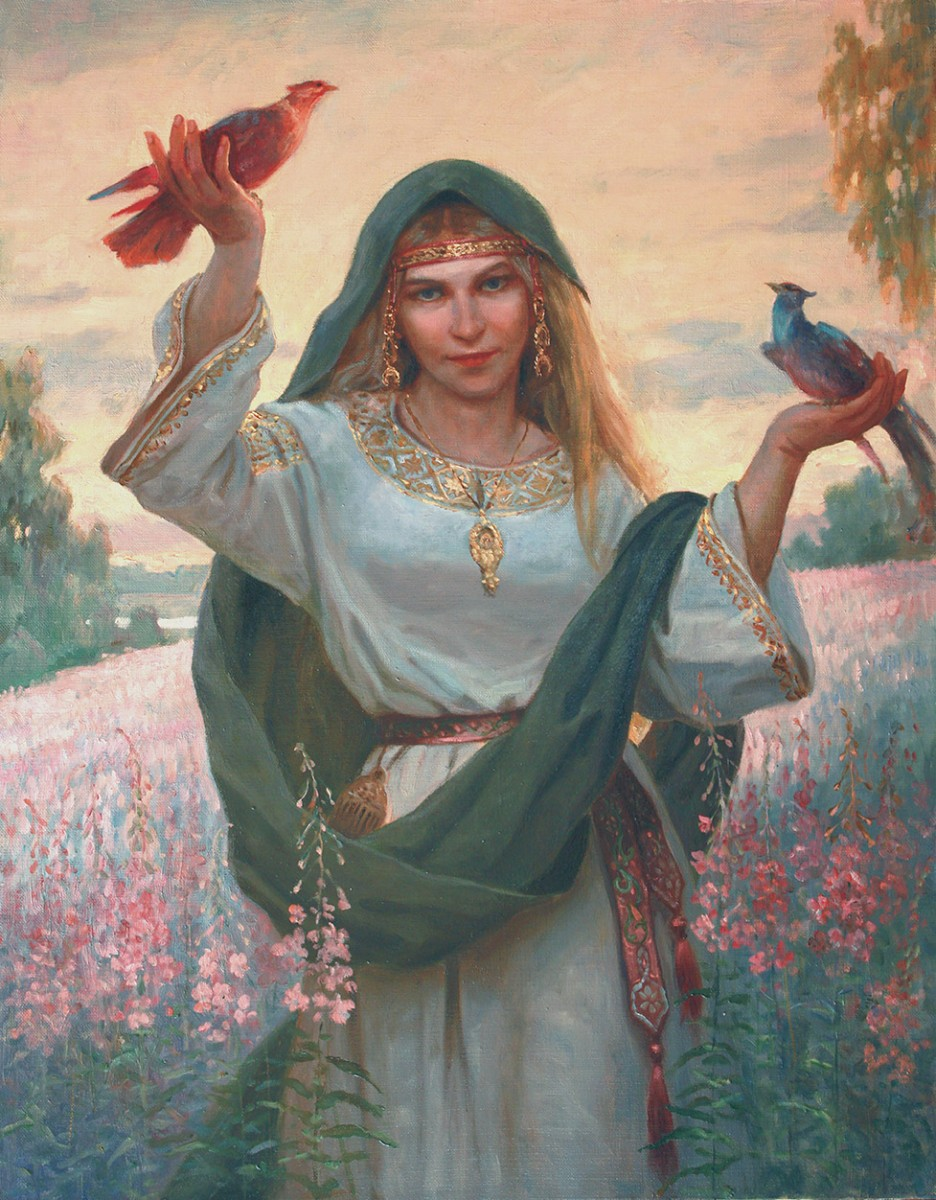
Bereguinia (ru), 2017.
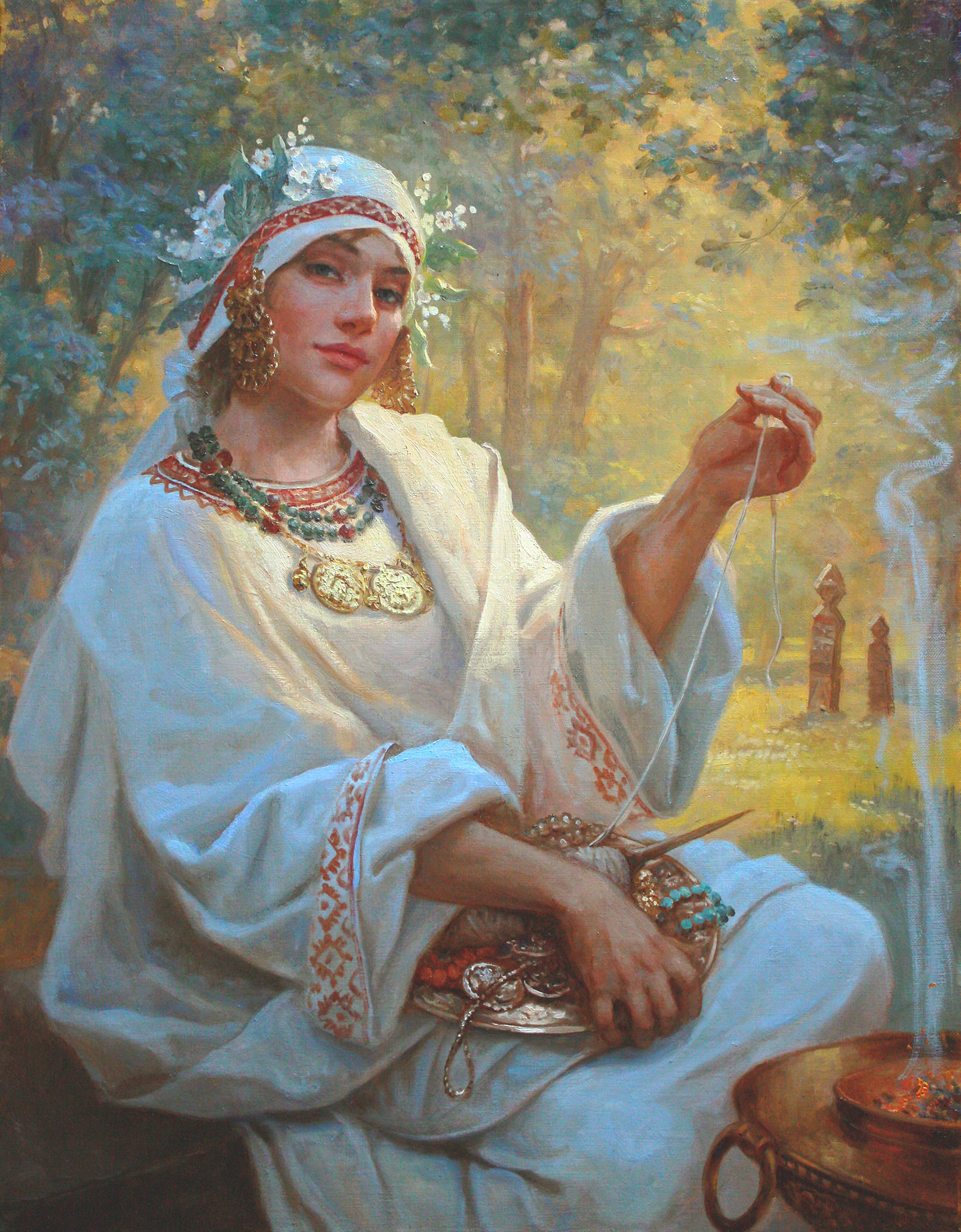
Sreća (ru) (la Chance), 2017.
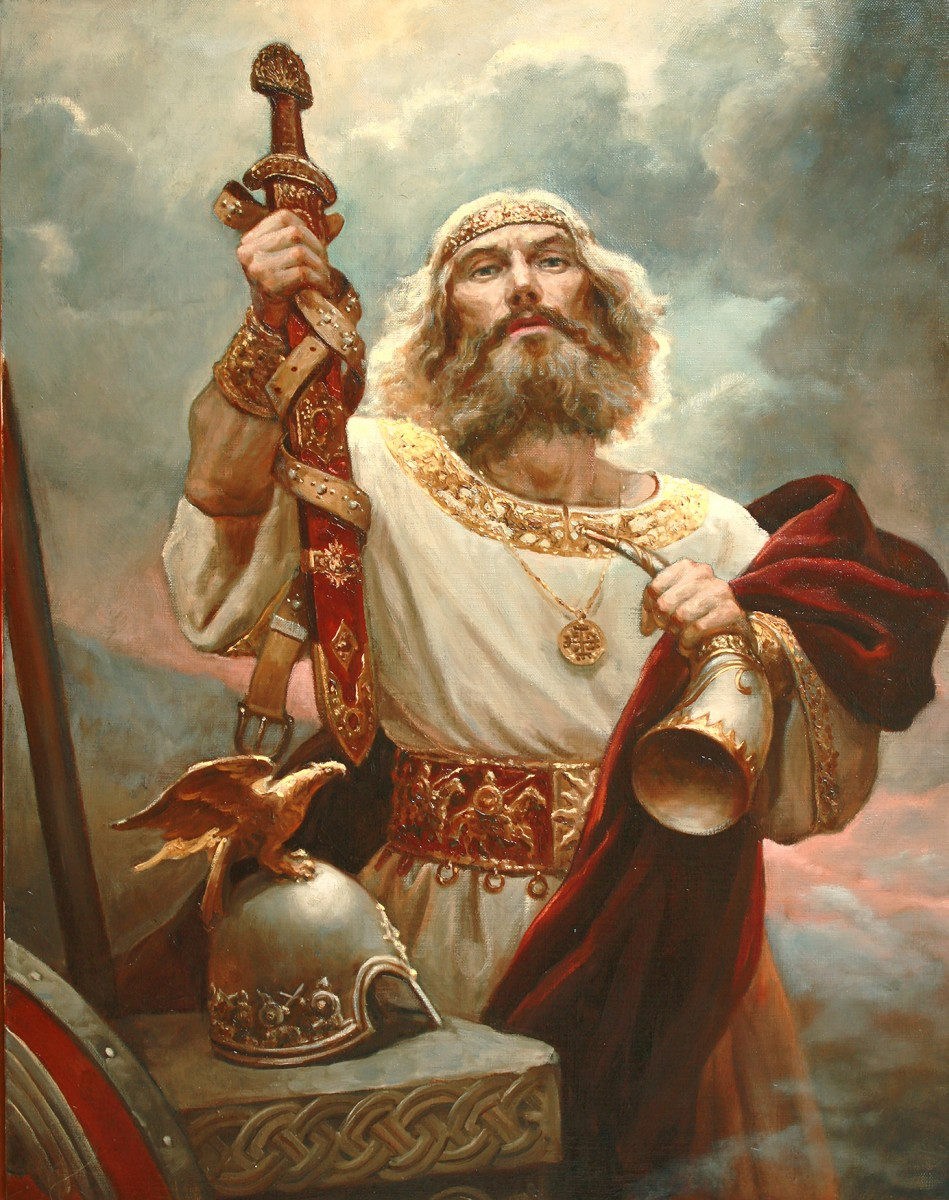
Sventovit, 2017.
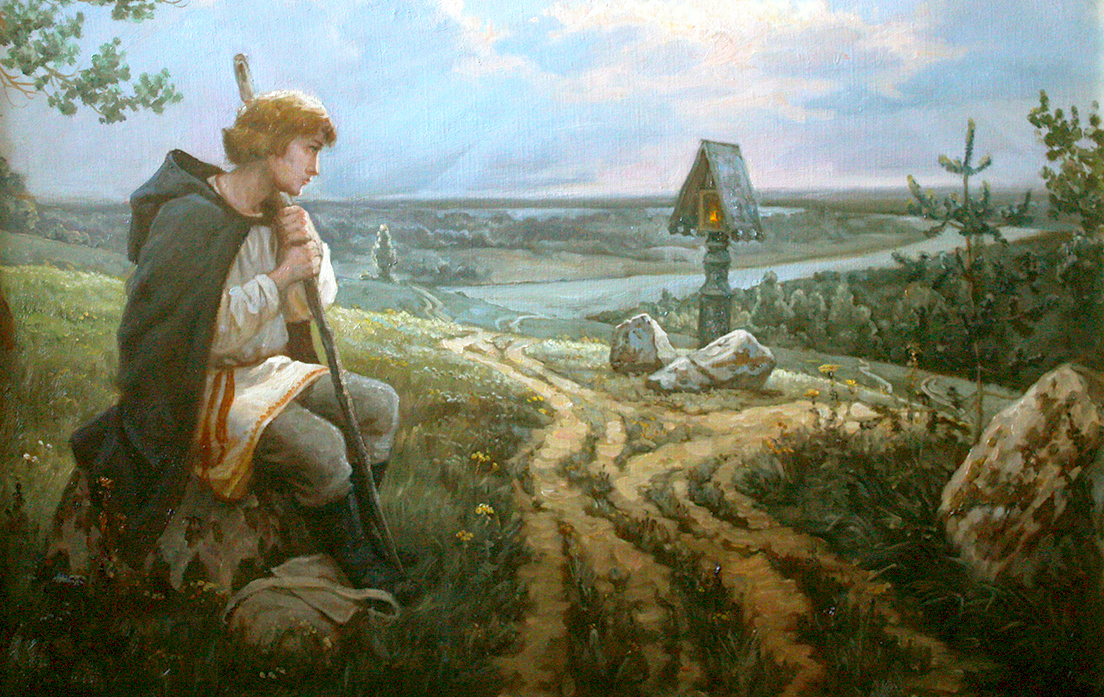
Au début du voyage, 2017.
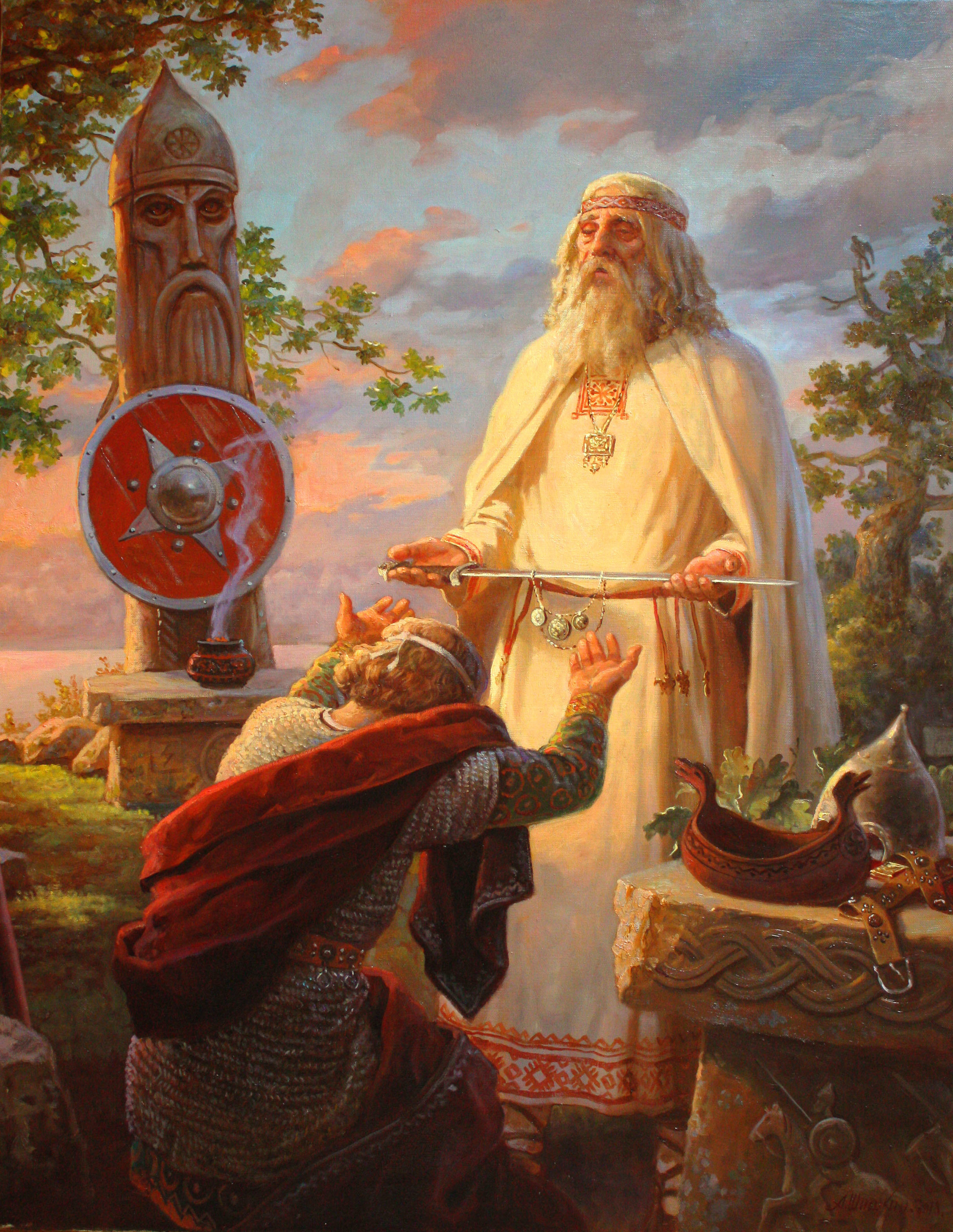
La Bénédiction du guerrier, 2018.
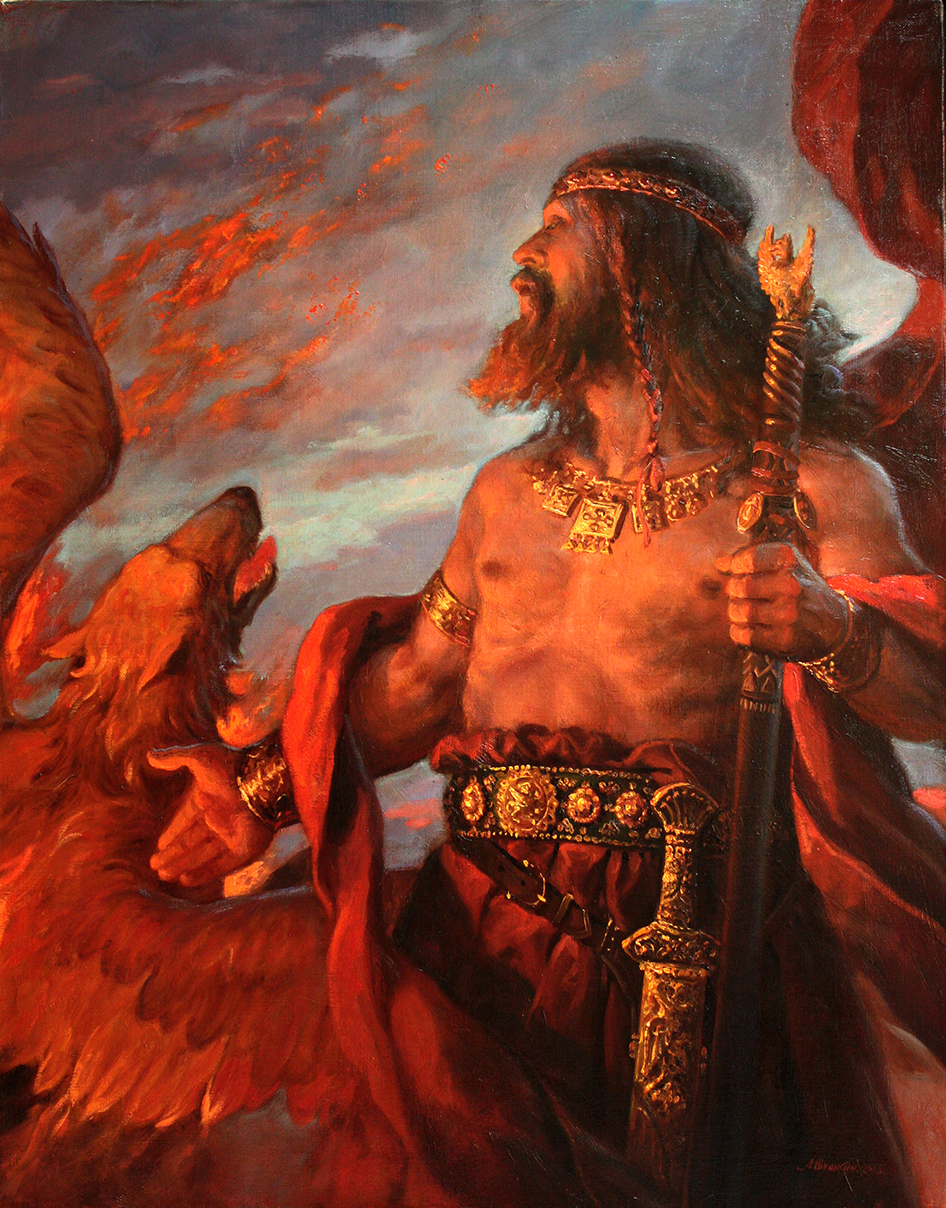
Semargl (Ognebog), 2018.
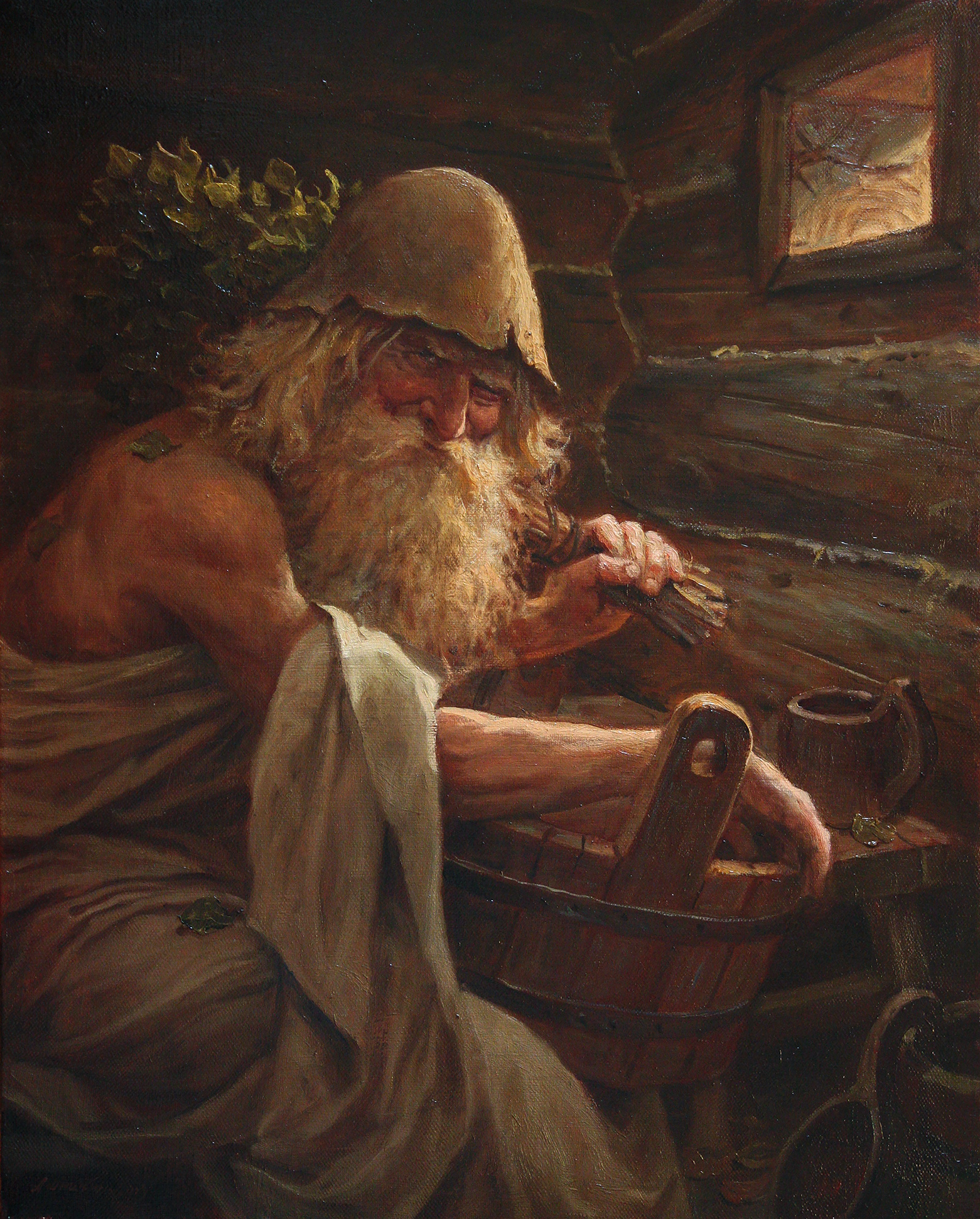
Bannik, 2019.
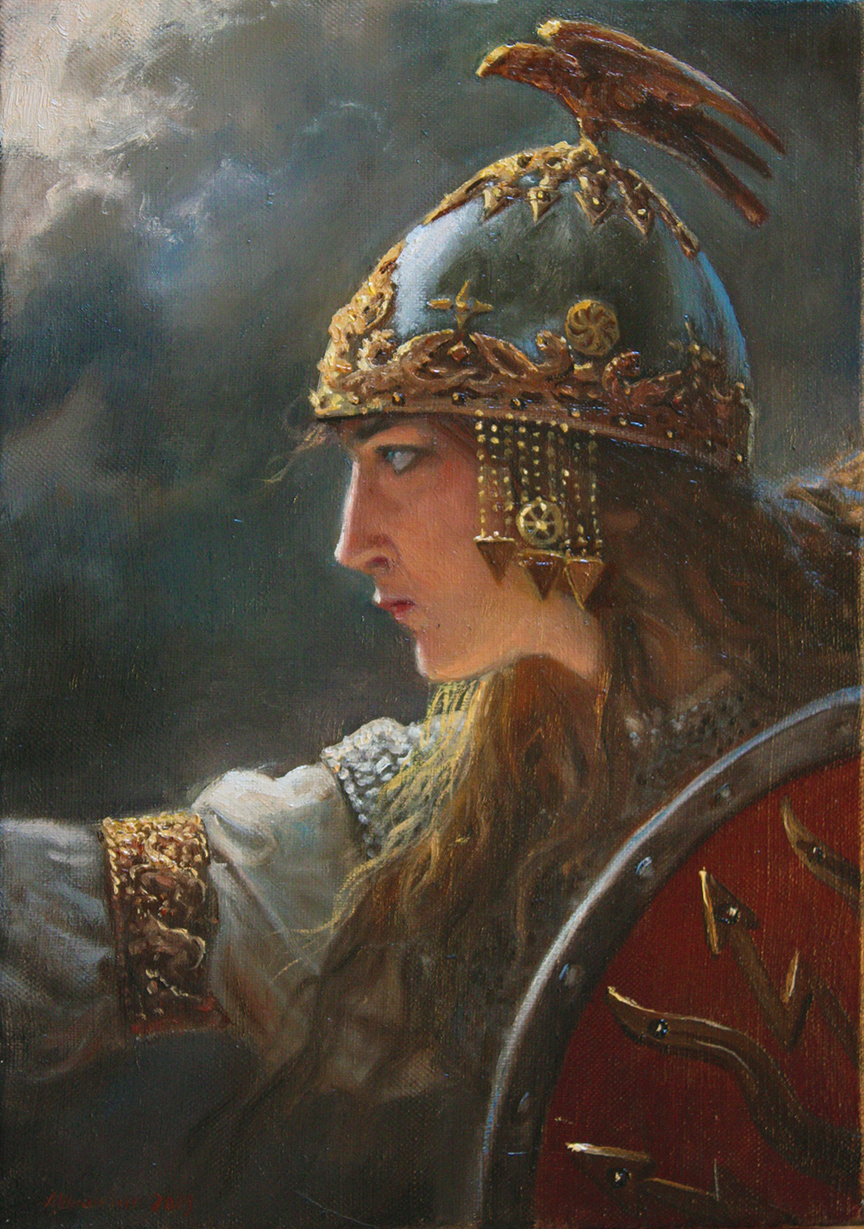
Dodola-Pérounitsa, 2019.
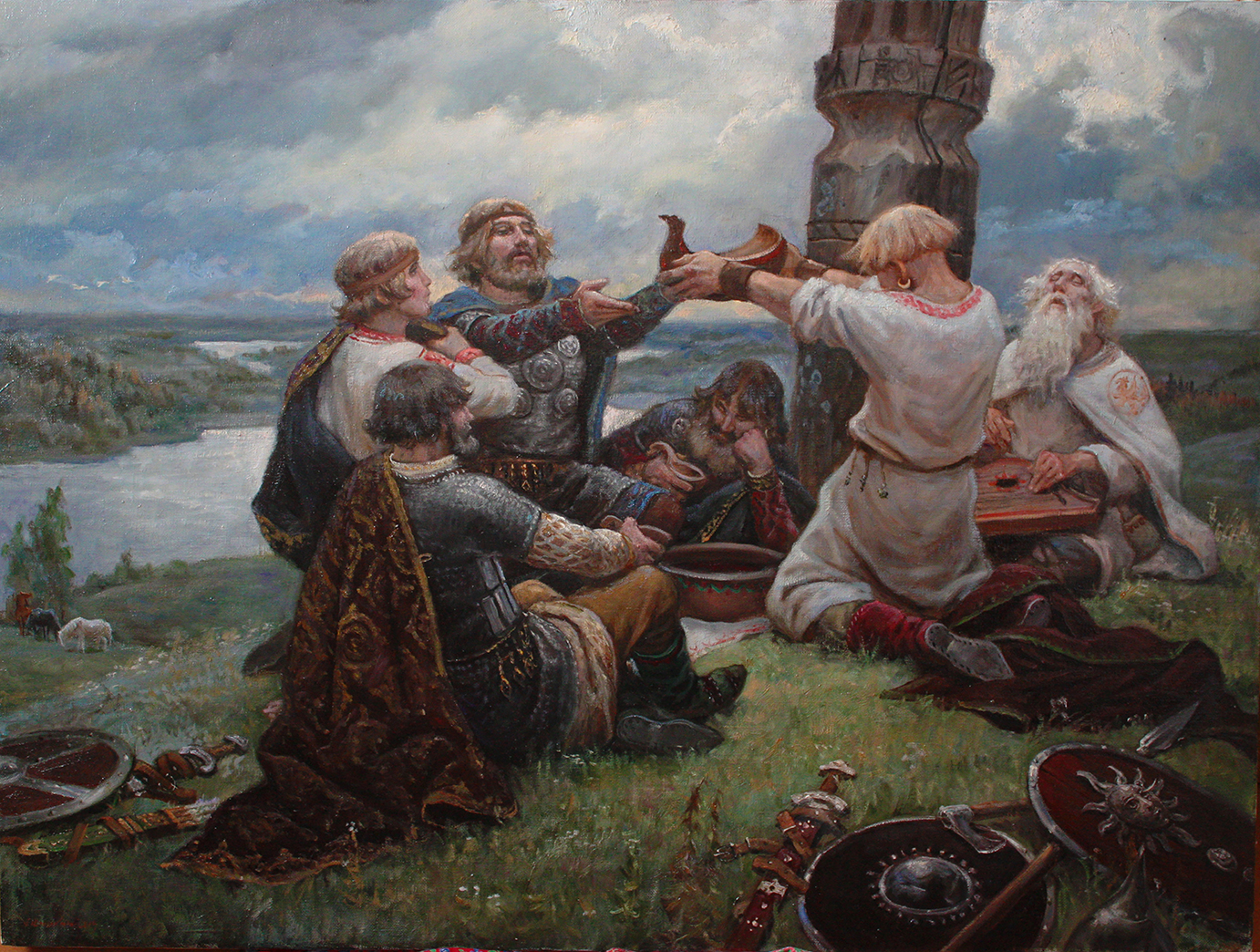
La Veillée, 2019.
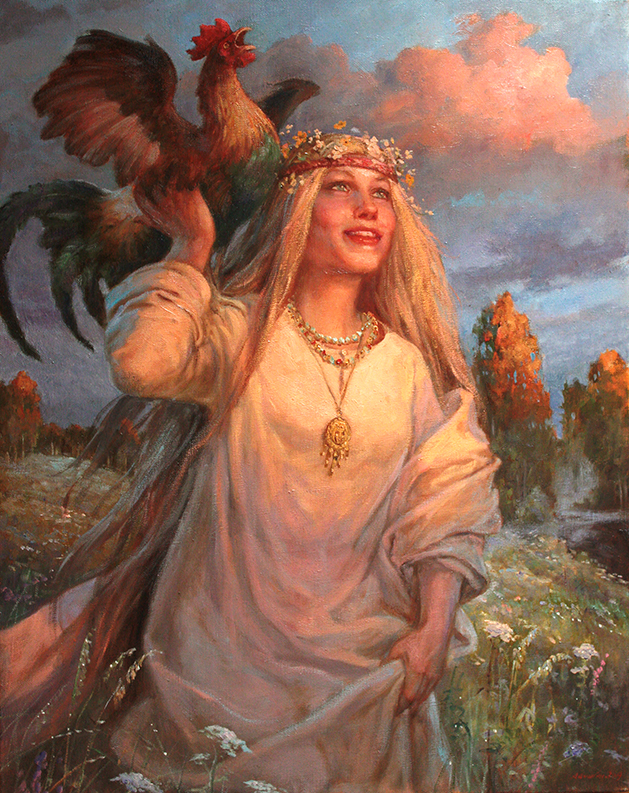
Salut, Soleil !, 2019.
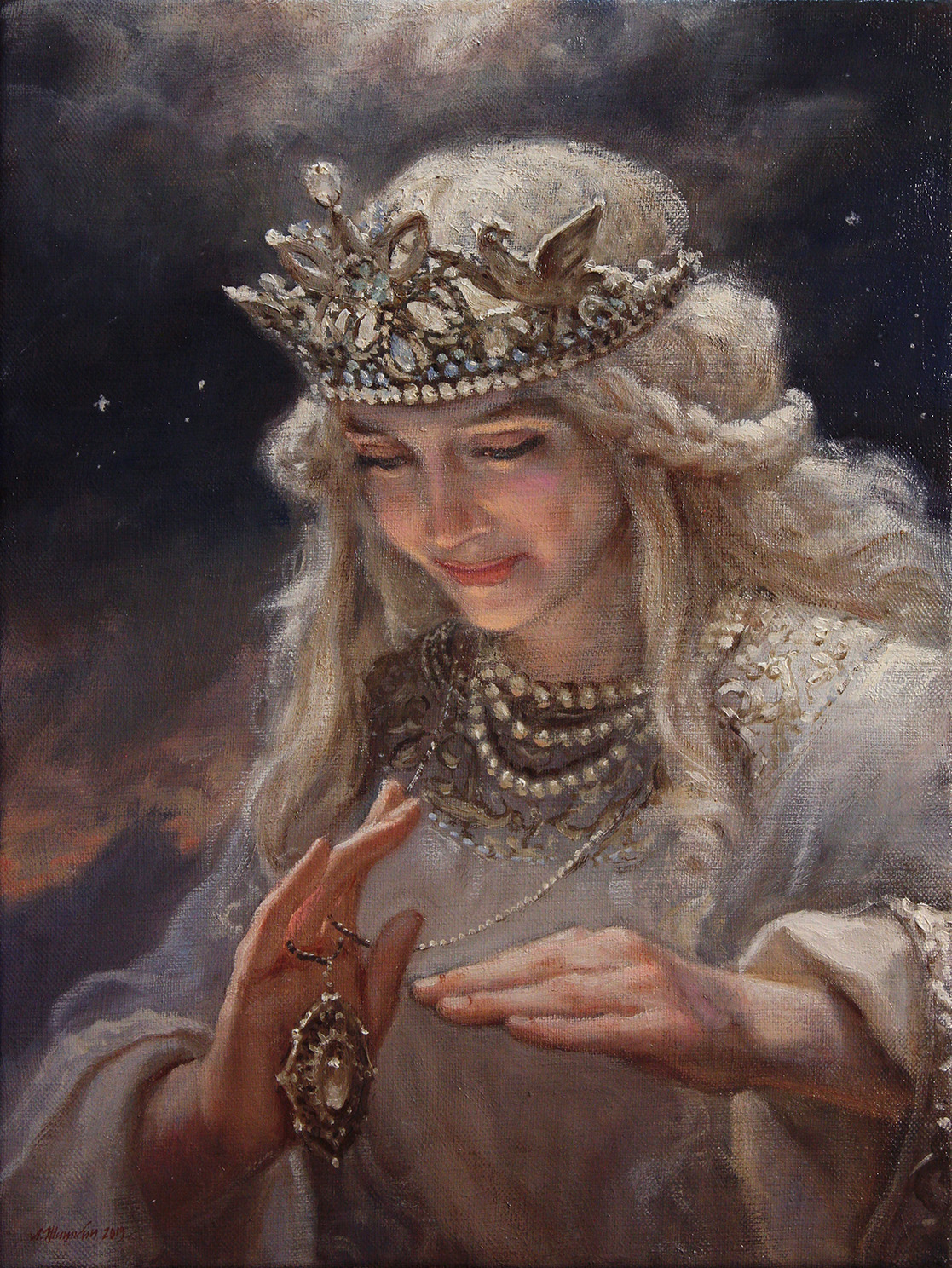
Zvezda-Zirka (ru), 2019.
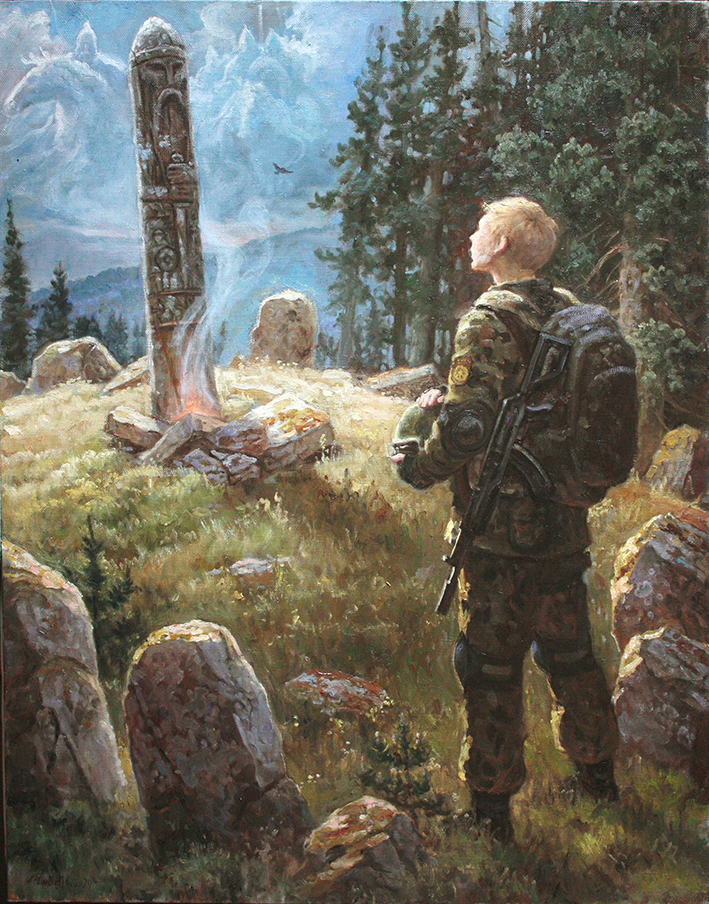
La Voie du guerrier, 2020.